# 劇場版 遙遠時空 舞一夜
《劇場版 遙遠時空 舞一夜》是日本於2006年8月19日所公開播放的動畫電影。
作品改編成舞台劇「新罗曼史·舞台剧 遥远时空中 舞一夜」，2008年1月于在东京、大阪公演。

## CAST
請參照遙遠時空所登場人物。
- 元宮茜（聲：川上倫子）
- 源賴久（聲：三木真一郎）
- 森村天真（聲：關智一）
- 伊乃里（聲：高橋直純）
- 流山詩紋（聲：宮田幸季）
- 藤原鷹通（聲：中原茂）
- 橘友雅（聲：井上和彥）
- 永泉（聲：保志總一朗）
- 安倍泰明（聲：石田彰）
- 藤公主（聲：興梠里美）※代理
- 藤公主的女房（聲：sona（尹孫河）
- 小天狗（聲：嶋方淳子）
- 帝（聲：井上倫宏）
- 多季史（聲：櫻井孝宏） - 劇場版原創角色

以下敬略。

## 製作人員
- 原作 -
- 漫畫原作 - 水野十子
- 監督 - 篠原俊哉
- 腳本 - 山田由香
- 角色設計&作畫監督 -
- 音樂 - 平野善平
- 監修 -
- 製作 -

## 製作

### 主題曲
片尾曲
作詞、作曲 - ／編曲 - 鈴木雅也／歌 - sona
印象曲
作詞 - 田久保真見／作曲、編曲 - 陶山準歌／歌 - 橘友雅（井上和彥）、永泉（保志總一朗）、多季史（櫻井孝宏）